# Dopravný podnik mesta Žiliny
Dopravný podnik mesta Žiliny s.r.o. (zkratka DPMŽ) je slovenský dopravce, který provozuje městskou hromadnou dopravu v Žilině.
Společnost byla založena v roce 1949 jako Dopravný komunálny podnik Žilina. V letech 1963 až 1992 DPMŽ neexistovalo samostatně, ale bylo začleněno do podniku ČSAD. 6. listopadu 1992 zastupitelstvo v Žilině obnovilo DPMŽ, který znovu provozoval MHD od 1. listopadu 1993. V současnosti poskytuje své služby na území města Žilina a její příměstských částech. Provozuje autobusovou a trolejbusovou dopravu. V pracovních dnech autobusy a trolejbusy na všech linkách najedou spolu 11504 km a 6078 km přes víkend.

## Autobusová doprava
- 5572 km ujetých na autobusových linkách přes pracovní den
- 2475 km ujetých na autobusových linkách přes víkendový den nebo svátek
- Nejstarší autobus = Karosa B 961E (rok výroby 2006) ev. č. 115
- Nejnovější autobusy = Solaris Urbino 12 (rok výroby 2018) ev. č. 61–74; Iveco Urbanway 12M Full Hybrid (rok výroby 2018) ev. č. 152–167; Škoda Perun SH01 ev. č. 351–352

Autobusové linky DPMŽ:
- 20 Bytčica - Rosinská, VÚVT a zpět
- 21 Bánová  - Považský Chlmec a zpět
- 22 Bytčica - Brodno a zpět
- 24 Trnové  - Strážov a zpět
- 26 Kamenná, PRIUS - Rosinská, VÚVT a zpět
- 27 Zástranie - Hájik a zpět
- 29 Budatín - Žilinská Lehota a zpět
- 30 Vraní - Žilinská Univerzita a zpět
- 31 Mojšova Lúčka - Závodie a zpět
- 50 Železniční stanice-Vlčince-Solinky-Hliny-Hájik a zpět
- 67 Hájik-Závodie-Hliny-Solinky-Vlčince-Vodné dielo a zpět

## Trolejbusová doprava
- 5932 km ujetých na trolejbusových linkách přes pracovní den
- 3603 km ujetých na trolejbusových linkách přes víkendový den nebo svátek
- Nejstarší trolejbusy = Škoda 30Tr / Škoda 31Tr (rok výroby 2012) ev. č. (258–260) / (251–257)
- Nejnovější trolejbusy = Škoda 26Tr (rok výroby 2020), ev. č. (301–302)

Trolejbusové linky DPMŽ:
- 1 Závodie - Centrum - Vlčince - Solinky a zpět
- 3 Solinky - Centrum a zpět
- 4 Vlčince - Centrum - Solinky - Vlčince
- 5 Vlčince - Solinky a zpět
- 6 Vlčince - Centrum - Hájik a zpět
- 7 Vlčince - Hájik a zpět
- 14 Vlčince - Solinky - Centrum - Vlčince
- 16 Hájik - Centrum a zpět

## Lodní doprava
Byla zajišťována lodí Žilina na Oravské přehradě v padesátých letech 20. století.

## Výcvikové a historická vozidla
V současnosti DPMŽ nemá žádná výcviková vozidla.
Po rozlučkové jízdě 8. září 2018 byl autobus Karosa B 732 ev. č. 89 vyřazen z běžného provozu a stal se prvním historickým vozidlem DPMŽ.

## Prodejny
DPMŽ provozuje 2 prodejny papírových a předplatných jízdenek. Nacházejí se na Městském úřadě v Žilině a na Hlinkovy náměstí v Žilině, otevřené jsou v pracovních dnech od 7:00 do 17:00 hod. Od 15. února 2010 je možné koupit jízdenku i pomocí SMS.